# نادي الصدور
نادي الصدور الرياضي هو فريق كرة قدم عراقي مقره في ديالى، يلعب في الدوري العراقي الدرجة الثالثة.

## روابط خارجية
- نادي الصدور on Goalzz.com
- أندية العراق - تواريخ التأسيس